# Joseph Adamowski
Józeph Adamowski (Varsòvia (Polònia), 4 de juliol, 1862 - Cambridge, Massachusetts (Estats Units), 8 de maig, 1930), va ser un violoncel·lista polonès.

## Biografia
Germà de Tymoteusz Adamowski. Va estudiar a l'Institut de Música de Varsòvia amb Józef Goebelt, després al Conservatori de Moscou amb Wilhelm Fitzenhagen, Pàvel Pabst i Piotr Ilitx Txaikovski. Va debutar com a solista l'any 1883, i els anys següents va actuar a Polònia, Rússia i Alemanya. Durant els anys 1885–1887 va ensenyar a l'escola de la Societat de Música de Cracòvia. El 1889 va emigrar als Estats Units, i durant els anys 1889–1907 va actuar amb la Boston Symphony Orchestra. Va ser membre del quartet i trio Adamowski. Des de 1903 va ensenyar al Conservatori de Música de Nova Anglaterra a Boston.
Va compondre miniatures i cançons de violoncel. La seva dona era la pianista Antoinette Szumowska-Adamowska.